# Paulo Mendes da Rocha
Paulo Mendes da Rocha (25. listopada 1928., Vitória) je jedan od najvažnijih brazilskih modernih arhitekata; dobitnik prestižne nagrade Mies van der Rohe (2000.) i Pritzkerove nagrade za arhitekturu 2006. god.

## Životopis
Paulo Mendes da Rocha je rođen u glavnom gradu brazilske države Espírito Santo, gradu Vitória 1928. godine. Pohađao je fakultet arhitekture na Prezbiterijanskom sveučilištu Mackenzie (Universidade Presbiteriana Mackenzie) u São Paulu, gdje je diplomirao 1954. god. Od tada projektira brojne građevine, sve izvedene u Brazilu, u kojima je primjenjivao izravnu gradnju od armiranog betona, jednostavnih geometrijskih formi, navodno kako bi građevine bile što jeftinije, tzv. „brazilski brutalizam”. Njegove najznačajnije građevine su podignute u Sao Paolu, te se smatra kako je značajno pridonio identitetu i oživljavanju grada.
Do 1998. godine predavao je na fakultetu arhitekture Sveučilišta u Sao Paolu (FAU-USP), te je snažno utjecao na tzv. „paulistansku školu arhitekture” i arhitekta Vilanovu Artigasa.
Najveće svjetsko priznanje je doživio 2006. god. kada je dobio prestižnu Pritzkerovu nagradu za arhitekturu jer je „inspiran načelima i jezikom modernizma, ali i odvažnom uporabom jednostavnih materijala, posljednjih šest desetljeća stvorio zgrade s dubokim razumijevanjem poetike prostora. On preoblikuje krajolik i prostor svojom arhitekturom, težeći da ostvari i društvene i estetke ljudske potrebe.”.

## Djela
Paulo Mendes da Rocha je sam za svoju arhitekturu rekao kako je:
Njegova najznačajnija djela su:
- 1957. Gimnazija Paulistanskog atletskog kluba, São Paulo, Brazil
- 1957. Paulistanska stolica
- 1964. Stambena zgrada Guaimbê, São Paulo
- 1969. Brazilski paviljon za Expo 70, Osaka, Japan
- 1973. Stadion Serra Dourada, Goiânia, Brazil
- 1987. Kapela Sv. Petra, São Paulo
- 1987. Izložbeni salon namještaja Forma, São Paulo
- 1988. Brazilski muzej skulptura, São Paulo
- 1992. Trg Patriarch i Viaduct do Chá, São Paulo
- 1992. Muzej suvremene umjetnosti Sveučilišta São Paulo (Museo de Arte Contemporáneo de la Universidad de São Paulo)
- 1993. Gradska pinakoteka (Pinacoteca do Estado), São Paulo
- 1997. Kulturni centar FIESP, São Paulo
- 2002. Patriarch Plaza, São Paulo

- Estádio Serra Dourada, Goiânia (1973.)
- Brazilski muzej skulptura, tzv. MuBE, São Paulo (1988.)
- Muzej suvremene umjetnosti Sveučilišta São Paulo (1992.)
- Patriarch Plaza, São Paulo (2002.)

## Vanjske poveznice
- Biografija Paula Mendesa da Roche, New York Times (engl.)
- Objekto
- CityMayors.com profil